# Fabiano Santacroce
Fabiano Santacroce (Camaçari, 24 de agosto de 1986) é ex-um futebolista brasileiro, naturalizado italiano que atuava como zagueiro.

## Carreira

### Clubes italianos
Tendo nascido no Brasil, filho de pai italiano e mãe brasileira, e pelo fato de ter ido cedo morar na Itália, onde foi criado (mais precisamente em Casatenovo, na Lombardia), Fabiano Santacroce jamais atuou por clubes brasileiros.
Iniciou sua carreira nas divisões de base do Calcio Como, clube da comuna italiana de Como, e, nesse mesmo clube, profissionalizou-se. Depois, com uma boa passagem Brescia, chamou a atenção do conhecidíssimo Napoli. Com outras boas atuações, permaneceu em clubes da Serie A, desta vez sendo emprestado ao Parma. Após uma temporada, Santacroce assinou contrato definitivo com o Parma e, como não conseguiu destaque no clube, foi novamente emprestado, agora ao pequeno Padova, da segunda divisão.

### Seleção italiana
Em 5 de outubro de 2008, foi convocado pelo então técnico da Seleção Italiana de Futebol, Marcello Lippi, para participar das Eliminatórias para a Copa de 2010, na África do Sul. Santacroce já atuava pelas equipes juniores do selecionado. Seria também o quinto brasileiro a defender a Azzurra, depois de Anfilogino Guarisi, Dino da Costa, Mazzola e Angelo Sormani, havendo ainda a possibilidade de receber a companhia de Amauri, caso este escolha defender a Itália.

## Revelação chocante dos tempos de infância
No fim do ano de 2008, após a convocação para a seleção italiana, Santacroce revelou para a mídia que, na infância, foi vítima de racismo, coisa que, segundo ele próprio, não acontece mais na atualidade.

## Vida pessoal

### Parente futebolista
Fabiano Santacroce tem um primo brasilo-japonês, que também é jogador de futebol. Trata-se do meia Alex.

### Atividades extracampo
Em 1995, Santacroce atuou no clip da música Papà perché, do cantor italiano Zucchero Fornaciari. No ano seguinte, interpretou o personagem "Jermal" no filme Luna e l'altra, de Maurizio Nichetti.